# 吉本笑子
吉本 笑子（よしもと しょうこ、1959年6月19日 - ）は、日本の教育コンサルタント。

## 概要
三重県出身。有名私立中学受験の合格エキスパート。体験を主に、子供の学びを育成する独自のメソッドで合格者を出している。都内の大学を中退し、当時アルバイトしていた家庭教師にはまり、後に塾を開校、経営者となる。現在は民間教育機関のコンサルタント業も行っている。
子供の可能性を引き出す母は出番と非番を心得ていると説く。母親の願いは、子どもの自立。子どもが25歳になったときに輝いている教育だと訴え、社会に出て伸びる子を育てるには母親の意識が大切と早くから訴えている。
その活動の一環として母親向けの「お母さんの勉強室」を開講。吉本流「先行体験」を活用し、有名私立中学に合格させた実践的な方法を講演している。この勉強室は常に人気があり先行体験を紹介した書籍がある。
「親子ではじめるシリーズ」には科目別の本があり、ストーリーを親子で楽しく読むと学習項目が先行体験できる。これは現場で実践されたきた教材を元に作成されている。シリーズで15万部を売り上げている。
これら講座に参加するにはお母さんの勉強室に参加、親の考え、子供のタイプを知るための相談が必要である。このような方法をとるのは、「その子にあったもの」を大切にしているからだという。カウンセリングは平均3ヶ月以上待ち。行列ができる教育カウンセラーと言われる所以である。
一方、子どものやる気を引き出したい、と生徒のノートのすみっこに書き始めたイラストの『おばけへそ町ぽんコチさん』をコミックボンボン（講談社）・毎日小学生新聞で連載していた。

## 著作など
- 『お母さん、もっとおしえて』情報センター出版局 刊
- 『花まるママの家庭術』岩崎書店 刊